# Eska Live RMX
Eska Live RMX – muzyczna audycja radiowa prezentowana na antenie Radia Eska. Prowadzącym programu był Puoteck.
W 2009 została uruchomiona strona internetowa poświęcona audycji, na której udostępniana była lista emitowanych utworów oraz aktualności dotyczące wydarzeń muzycznych i klubów nocnych, a także prezentowano profile didżejów, których programy emitowano w ramach audycji.
W Eska Live RMX prezentowane były audycje muzyczne takich wykonawców jak m.in. Armin van Buuren, David Guetta, Carl Cox, Ferry Corsten, John Digweed i Bob Sinclar. W ramówce znajdował się również firmowany przez Beatport program Beatport 20, którego prowadzącym był Thomas Madvig.
W sierpniu 2017 emisja audycji została zakończona, gdy prowadzący programu Marcin „Puoteck” Nozdryń-Płotnicki zakończył pracę w Radiu Eska i objął funkcję dyrektora muzycznego stacji radiowej Eska Rock.